# Jiabong
Jiabong è una municipalità di quinta classe delle Filippine, situata nella Provincia di Samar, nella regione di Visayas Orientale.
Jiabong è formata da 34 baranggay:
- Barangay No. 1 (Pob.)
- Barangay No. 2 (Pob.)
- Barangay No. 3 (Pob.)
- Barangay No. 4 (Pob.)
- Barangay No. 5 (Pob.)
- Barangay No. 6 (Pob.)
- Barangay No. 7 (Pob.)
- Barangay No. 8 (Pob.)
- Bawang
- Bugho
- Camarobo-an
- Candayao
- Cantongtong
- Casapa
- Catalina
- Cristina
- Dogongan

- Garcia
- Hinaga
- Jia-an
- Jidanao
- Lulugayan
- Macabetas
- Malino
- Malobago (Villalinda)
- Mercedes
- Nagbac
- Parina
- Salvacion
- San Andres
- San Fernando
- San Miguel
- Tagbayaon
- Victory